# Leonid Ivanovyč Stadnyk
Leonid Ivanovyč Stadnyk (in ucraino Леонід Іванович Стадник?; Podoljanci nell'oblast' di Žytomyr, 5 agosto 1970 – Podoljanci, 23 agosto 2014) è stato con i suoi 2,57 m l'uomo vivente più alto del mondo secondo l'edizione 2008 del Guinness dei Primati.

## Biografia
In precedenza e poi di nuovo nell'edizione 2009 il record mondiale è stato assegnato al cinese Xi Shun, per poi attribuirlo a Sultan Kösen, essendosi Stadnyk rifiutato di sottoporsi alle sei misurazioni previste dal nuovo regolamento per mantenere il record. L’uomo entrò nel Guinness World Record nel 2008 grazie all’accurata misurazione da parte del Professor Micheal Besser (esperto endocrinologo). In quello stesso anno Stadnyk risultava essere alto 2,57 m, pesando oltre 200 kg.
Stadnyk ha cominciato a crescere in modo anomalo dall'età di 14 anni a causa di una disfunzione della ipofisi, causata probabilmente da un'operazione al cervello per togliere un tumore.

### Morte
È morto nel 2014 all'età di 44 anni a seguito di un'emorragia cerebrale.